# 金森敦子
金森 敦子（かなもり あつこ、1946年-　）は、日本の歴史家。新潟大学人文学部非常勤講師。
新潟県中蒲原郡横越村（現・新潟市江南区）生まれ。國學院大学文学部卒業。1998年『江戸の女俳諧師「奥の細道」を行く』で日本エッセイストクラブ賞受賞。近世・近代の人物伝、奥の細道関係の著作が多い。夫は画家の金森一咳。

## 著書
- 『石の旅 野石・石仏・石工たち』  クロスロード 1988.3 (クロスロード選書)
- 『旅の石工 丹波佐吉の生涯』  法政大学出版局 1988.9
- 『瞽女んぼが死んだ』  角川書店 1990.5
- 『女流誕生 能楽師津村紀三子の生涯』  法政大学出版局 1994.12
- 『お葉というモデルがいた 夢二、晴雨、武二が描いた女』  晶文社 1996.5
- 『江戸の女俳諧師「奥の細道」を行く』  諸九尼の生涯 晶文社 1998.8  のち角川文庫
- 『芭蕉はどんな旅をしたのか 「奥の細道」の経済・関所・景観』  晶文社 2000.10
- 『関所抜け江戸の女たちの冒険』  晶文社 2001.8
- 『江戸庶民の旅 旅のかたち・関所と女』  2002.7 (平凡社新書)
- 『伊勢詣と江戸の旅 道中日記に見る旅の値段』  2004.4 (文春新書)
- 『芭蕉「おくのほそ道」の旅』  2004.1 (角川oneテーマ21)
- 『"きよのさん"と歩く江戸六百里 バジリコ』  2006.11  のち「きよのさんと歩く大江戸道中記」ちくま文庫
- 『曽良旅日記を読む　もうひとつの「おくのほそ道」』2013.9 法政大学出版局　ISBN 978-4-588-32507-6

## 参考
- 著書の紹介文